# Listen (альбом The Kooks)
Listen — четвертий студійний альбом англійського рок-гурту The Kooks, виданий 8 вересня 2014-го року на лейблі Virgin EMI Records.

## Список пісень
| #   | Назва              | Тривалість |
| --- | ------------------ | ---------- |
| 1.  | «Around Town»      | 4:10       |
| 2.  | «Forgive & Forget» | 3:57       |
| 3.  | «Westside»         | 3:30       |
| 4.  | «See Me Now»       | 3:01       |
| 5.  | «It Was London»    | 3:13       |
| 6.  | «Bad Habit»        | 3:40       |
| 7.  | «Down»             | 2:41       |
| 8.  | «Dreams»           | 3:00       |
| 9.  | «Are We Electric»  | 4:06       |
| 10. | «Sunrise»          | 3:14       |
| 11. | «Sweet Emotion»    | 5:11       |

| Deluxe видання | Deluxe видання         | Deluxe видання |
| #              | Назва                  | Тривалість     |
| -------------- | ---------------------- | -------------- |
| 12.            | «Murderer»             |                |
| 13.            | «Icons»                |                |
| 14.            | «Keep Your Head Up»    |                |
| 15.            | «Backstabber»          |                |
| 16.            | «Down» (музичне відео) |                |

## Сингли
- «Down» (18 квітня 2014)
- «Around Town» (15 червня 2014)
- «Bad Habit» (15 липня 2014)
- «Forgive & Forget» (1 вересня 2014)
- «See Me Now» (22 грудня 2014)

## Учасники запису
- Люк Прічард — вокал, гітара;
- Г'ю Гарріс — електронна гітара, бек-вокал;
- Пітер Дентон — бас-гітара, бек-вокал;
- Алекс Нуньес — ударні.